# Riserva naturale Belagaio
La riserva naturale Belagaio è un'area naturale protetta della regione Toscana istituita nel 1980.
Occupa una superficie di 157,21 ha nella provincia di Grosseto.